# Garagadakuppe, Tumkur
Garagadakuppe là một làng thuộc tehsil Tumkur, huyện Tumkur, bang Karnataka, Ấn Độ.